# ピエロ (ヴァトー)
『ピエロ』 (仏: Pierrot、英: Pierrot) 、または『ジル』  (仏: Gilles) は、フランスの画家アントワーヌ・ヴァトーが制作した油彩画である。本作については、文献にも版画にも18世紀の記録がまったくなく、世間に知られるようになったのは、19世紀初頭にヴィヴァン・ドノン 男爵が新古典主義の画家ジャック・ルイ・ダヴィッドの非難を押し切って、作品を購入して以来のことだと言われている。その後、ルイ・ラ・カーズ氏のコレクションに入り、英米からの高額での購入の申し出をすべて断って、1869年に氏の他の多数の作品とともにパリのルーヴル美術館に寄贈された。

## 概要
本作については本来の記録が欠如しているため、題名もはっきりしていないが、ラ・カーズ氏のコレクションを調べたポール・マンツは喜劇役者ビアンコレッリの肖像とし、ついでヴァトーの友人が、イタリア喜劇コンメディア・デッラルテにおいてピエロ役をつとめる「ジル」に扮した姿とした。ルーヴル美術館での旧称も『ジル』となっていたが、描かれている人物が等身大の大きさなので、特定の芝居またはパレードを宣伝するための看板あるいはポスターとして制作されたのではないかとの見方が支配的である。元役者でヴァトーの友人であったベッローニが経営していたカフェのために描かれたという意見もある。
コンメディア・デッラルテに代表される演劇の世界は、ヴァトーの大きな霊感源であった。画家は舞台の役者たちをしばしば描いているが、本作は等身大の堂々とした正面向きの全身像である点で、他に類例はない。ピエロの役をしているハンサムな青年が中央前景に大きく立っている。身に着けているのは、いかにもピエロらしい白い道化服である。ボタンの並んだ上着、皺の寄った長い袖、襞のついた襟。ズボンはぶかぶかだが短すぎ、靴には白いリボンがつけられている。

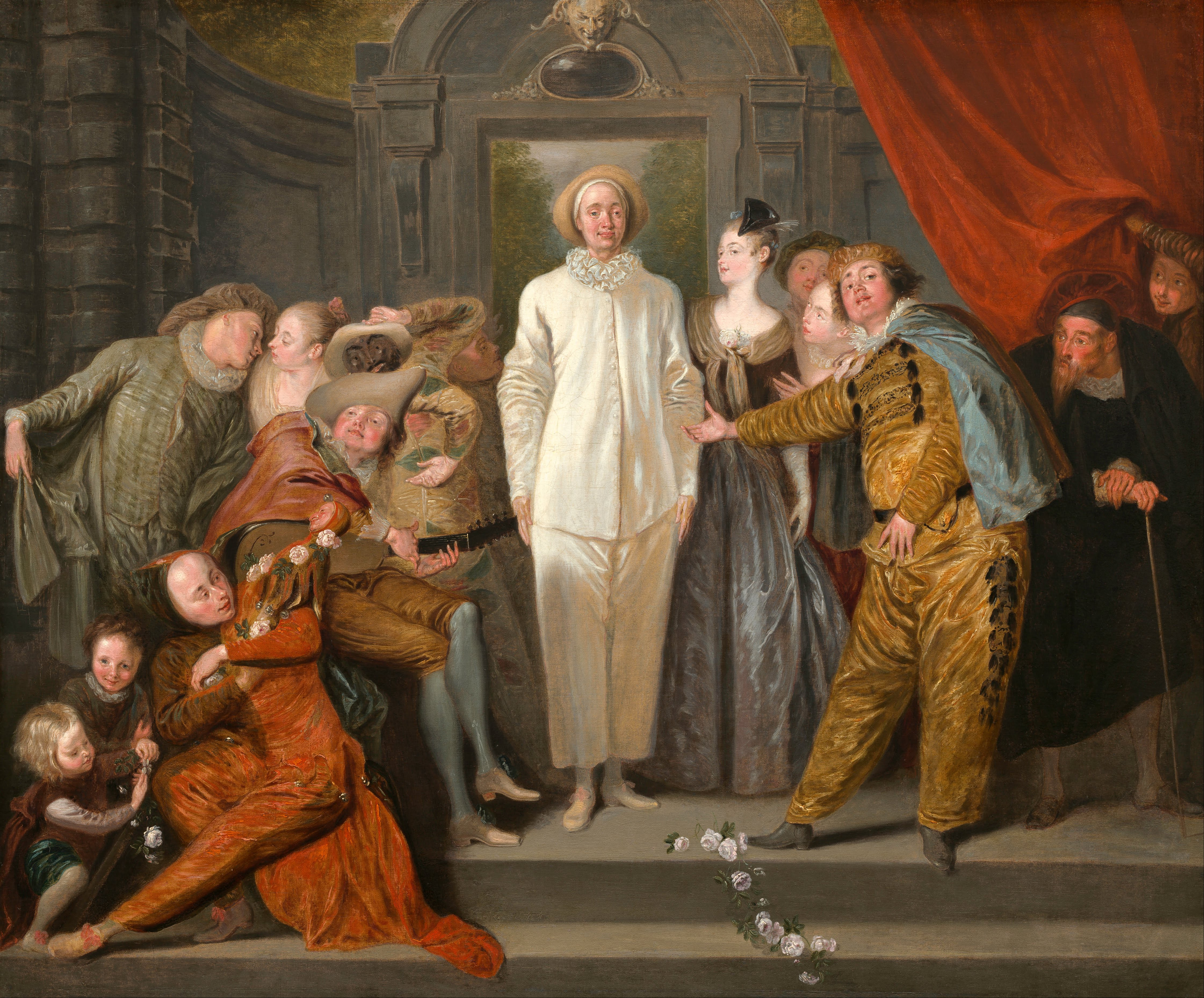
『イタリアの喜劇役者たち』(1720年)、63.8 × 76.2 cm、ナショナル・ギャラリー (ワシントン)

この青年は血色のいい若々しい顔をしているものの、表情にはどこか憂愁のかげりが見られる。両手をぶらりと下げた姿からは内面の孤独に沈潜しているような印象も与える。人を笑わせることを商売にしている道化がふと垣間見せた悲しみなのかもしれない。ヴァトーの研究者の中には、ピエロはヴァトー自身の寓意的な肖像画だと考えるものもいる。
画面の背後には、書割といってもよい風景と空、そして右端に牧羊神の標柱が見える。ピエロのすぐ後ろでは、地面が1メートルほど低くなっているようである。低いところの左手にいるロバに乗った人物は笑われ役の医者である。右側の赤い服の男性は兵士、その隣の若い女性はヒロインのイザベラ、その左でとさかのような帽子をかぶっているのは恋人のレアンデルである。
本作と同主題のピエロを描いた作品が後年、制作されており、現在、ナショナル・ギャラリー (ワシントン) に所蔵されている。